# Bulgária durante a Primeira Guerra Mundial

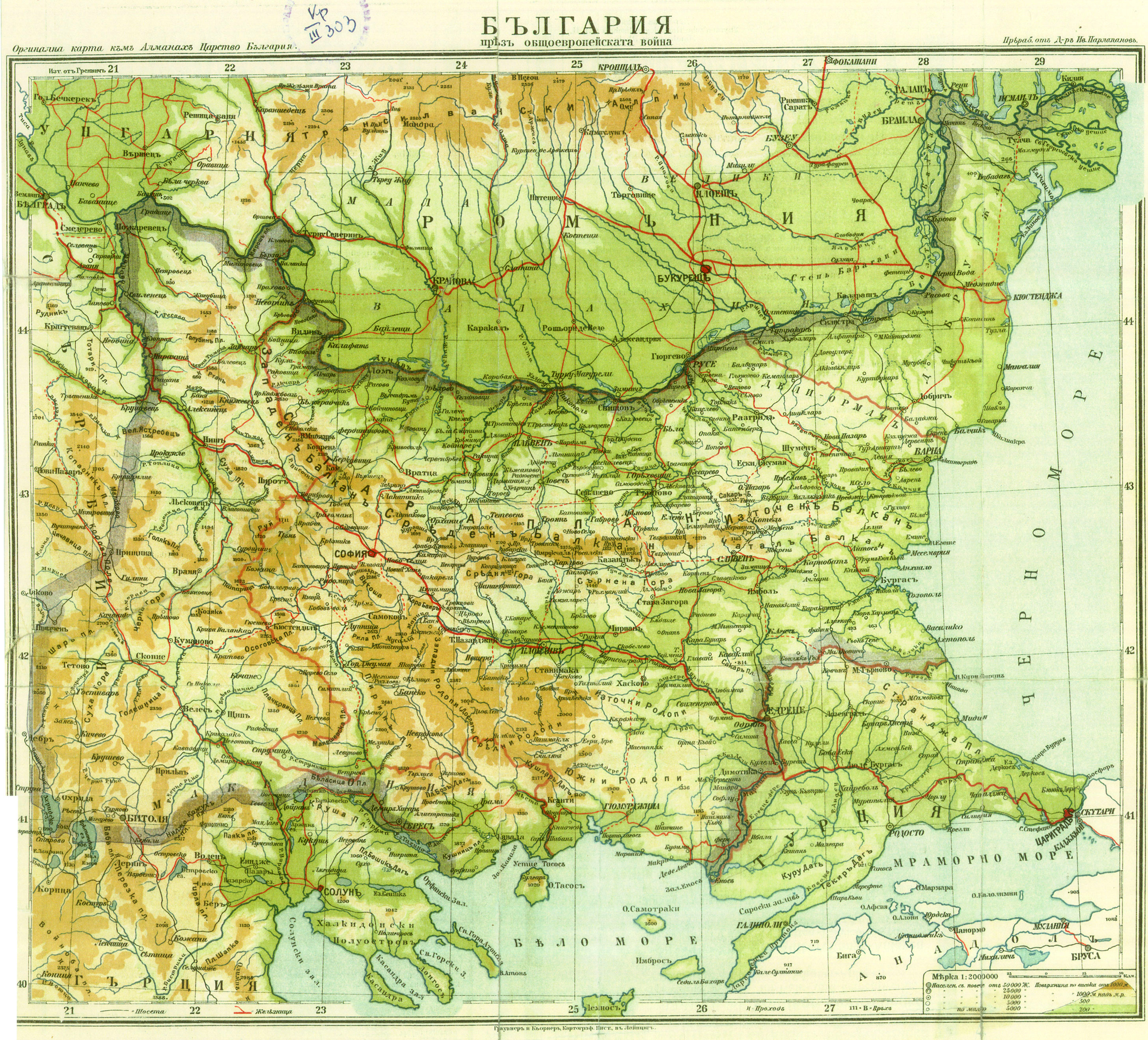
Campanhas búlgaras durante a Primeira Guerra Mundial, fronteiras incluindo territórios ocupados.

O Reino da Bulgária participou da Primeira Guerra Mundial ao lado das Potências Centrais a partir de 14 de outubro de 1915, quando o país declarou guerra à Sérvia, até 30 de setembro de 1918, quando as partes beligerantes assinaram o Armistício de Tessalônica.
Após as Guerras dos Balcãs de 1912 e 1913, a Bulgária encontrou-se isolada na cena internacional, cercada por vizinhos hostis e privada do apoio das Grandes Potências. O sentimento anti-búlgaro cresceu particularmente na França e no Império Russo, cujos círculos políticos culparam o país pela dissolução da Liga Balcânica, uma aliança de estados dos Bálcãs dirigida contra o Império Otomano. O fracasso da política externa búlgara transformou o revanchismo em um foco das relações externas da Bulgária.
Quando a Primeira Guerra Mundial começou em julho de 1914, a Bulgária, ainda se recuperando do impacto econômico e demográfico negativo das guerras recentes, evitou o envolvimento direto no novo conflito ao declarar a neutralidade. A localização geográfica estratégica e um forte estabelecimento militar tornaram o país um aliado desejado para ambas as coalizões em guerra, mas as aspirações regionais da Bulgária foram difíceis de satisfazer porque incluíram reivindicações territoriais contra quatro países dos Balcãs. À medida que a guerra progredia, as Potências Centrais da Áustria-Hungria e do Império Alemão encontraram-se em melhor posição para cumprir as demandas búlgaras e persuadiram o país a se juntarem à sua causa em setembro de 1915.
Embora o menor membro dos poderes centrais na área e na população, a Bulgária fez contribuições vitais para o esforço de guerra comum. Sua entrada na guerra anunciou a derrota da Sérvia, frustrou os objetivos da política externa da Romênia e assegurou a continuação do esforço de guerra otomano ao fornecer um canal geográfico para a assistência material da Alemanha para Istambul.
Embora o teatro dos Bálcãs da guerra tenha tido campanhas bem sucedidas de movimento rápido em 1915 e 1916, o conflito se degradou em um estado de guerra de trincheiras atentas na Campanha Romena e na Frente da Macedônia depois que as aspirações territoriais búlgaras foram satisfeitas. Este período da guerra enfraqueceu substancialmente a economia búlgara, criou vários problemas de abastecimento e reduziu a saúde e a moral das tropas búlgaras na linha de frente. Nessas circunstâncias, os exércitos aliados com sede na Grécia, compostos por contingentes de muitos países Aliados, conseguiram atravessar a Frente da Macedônia durante a Ofensiva de Vardar (setembro de 1918) e causar o colapso rápido de uma parte do exército búlgaro. Seguiu-se uma rebelião militar aberta e a proclamação de uma república pelas tropas rebeldes em Radomir. A Bulgária, forçada a buscar a paz e aceitou um armistício com os Aliados em 30 de setembro de 1918. Pela segunda vez em meia década, o país se encontrou no meio de uma catástrofe nacional. O tsar Fernando I assumi a responsabilidade pela política externa do país e as falhas militares e abdiquei em favor de seu filho Boris III em 3 de outubro de 1918.
O Tratado de Neuilly (1919) marcou a conclusão formal da participação da Bulgária na Primeira Guerra Mundial. As estipulações do tratado incluíram o retorno de todos os territórios ocupados, a cessão de territórios adicionais e o pagamento de pesadas reparações de guerra.